# Almendra
|  | Per a altres significats, vegeu «Almendra (grup musical)». |

Almendra és un municipi de la província de Salamanca a la comunitat autònoma de Castella i Lleó. Limita amb Sardón de los Frailes a l'Est, Ahigal de Villarino i El Manzano al Sud, Trabanca a l'Oest i amb Fermoselle i Villar del Buey al Nord.